# Убийство Яхьи Синвара
16 октября 2024 года международный террорист, лидер исламистской организации ХАМАС и один из основателей её военного крыла Яхья Синвар, признанный США глобальным террористом особого значения, был убит в перестрелке с Армией обороны Израиля на юге сектора Газа. Согласно данным ЦАХАЛ и Шин Бет, его гибель подтверждена. ХАМАС подтвердил его смерть.

## Предыстория
В сентябре 2015 года Синвар, член политбюро ХАМАСа, был признан правительством США глобальным террористом особого значения.
В феврале 2017 года Яхья Синвар возглавил ХАМАС в секторе Газа. Его руководство характеризовалось акцентом на развитие военного потенциала группировки и союзнических отношений с Ираном и «Хезболлой». Синвар ставил своей целью уничтожение Государства Израиль.
Яхья Синвар, как предполагается, наряду с Мухаммедом Дейфом, был одним из главных организаторов нападения ХАМАСа на Израиль 7 октября 2023 года. Под его руководством ХАМАС планировал это нападение в течение двух лет, сумев тщательно скрыть свои намерения от израильской разведки. Начав нападение, ставшее самым смертоносным днём в истории Израиля, Синвар инициировал войну между Израилем и ХАМАСом — один из самых кровопролитных эпизодов палестино-израильского конфликта, и втянул в неё Иран и ряд связанных с ним вооружённых организаций (Хезболлу, хуситов и иракских ополченцев). В сентябре 2024 года Министерство юстиции США объявило о предъявлении Синвару уголовных обвинений за его роль в атаках 7 октября.
В феврале 2024 года было опубликовано видео, на котором Синвар движется по туннелю со своей семьёй. В августе высказывались предположения, что он появился на поверхности в женской одежде. Синвар был выбран главой политического бюро организации 6 августа 2024 года после убийства прежнего главаря ХАМАС Исмаила Хании.

## Ход событий
16 октября 2024 года, примерно в 10 утра, солдаты ЦАХАЛа заметили подозрительную фигуру, выходящую из здания неподалеку, после чего был отдан приказ открыть огонь. В 3 часа дня беспилотник ЦАХАЛ обнаружил трёх вооруженных людей, выходящих из здания, двое из которых были закутаны в одеяла и расчищали путь для третьего. Солдаты открыли огонь, и группа рассеялась: двое вошли в одно здание, а третий (как позже выяснилось, Синвар), вошел в другое и поднялся на второй этаж. В завязавшейся перестрелке солдат ЦАХАЛ был тяжело ранен. Затем танк выпустил снаряд по месту нахождения Синвара, и пехотинцы начали прочёсывать здание. Синвар бросил в солдат несколько гранат. Войска отступили и отправили беспилотник, обнаруживший раненого, скрывающего своё лицо, который попытался сбить дрон в воздухе палкой.
После инцидента войска обнаружили три тела, при которых были наличные деньги, оружие и поддельные удостоверения личности. Также был найден труп, похожий на Синвара, с гранатой, пистолетом, удостоверением сотрудника ООН и 40 000 израильских шекелей наличными.
После этого израильские чиновники сообщили кабинету безопасности о вероятной смерти Синвара. Силы ЦАХАЛ не преследовали Синвара специально во время операции и не ожидали его присутствия в этом районе.
Первоначальные сообщения указывали, что для официальной идентификации будут проведены тесты ДНК, зубов и отпечатков пальцев, поскольку ЦАХАЛ хранит данные Синвара со времени его пребывания в тюрьме. В социальных сетях были распространены фотографии, на которых, как утверждается, изображено тело Синвара с ранами в голову и ногу. По данным The New York Times, приметы на фотографиях соответствуют архивным кадрам Синвара, включая кривые зубы и характерные родинки.
Израильская газета «Едиот ахронот», которая также опубликовала фотографии тела, подтвердила, что экспертиза израильского подразделения судебно-медицинской полиции установила полное соответствие зубов найденного тела со стоматологическими записями Синвара. В заявлении израильской полиции говорится, что, помимо этого, совпали и отпечатки пальцев Синвара. Идентификация была дополнительно подтверждена ДНК-тестом. ХАМАС также подтвердили его смерть.
По утверждению главного патологоанатома Национального центра судебной медицины Израиля в Тель-Авиве Хена Кугеля, причиной смерти Синвара стало попадание пули в голову.

## Международная реакция
США поздравили Израиль с успешной операцией, отметив: «смерть Синвара — путь к [послевоенному] будущему», выразив надежду на завершение войны и «облегчение и надежду» для палестинцев, которые «много пережили под деспотичным правлением ХАМАС».
ЕС в лице председателя Еврокомиссии Урсулы фон дер Ляйен отметил, что смерть Синвара «существенно ослабит ХАМАС». Глава европейской дипломатии Жозеп Боррель указал, что Синвар был «препятствием на пути к прекращению огня» и «безусловному освобождению заложников».
Германия отметила, что Синвар был «жестоким убийцей и террористом», который хотел «уничтожить Израиль и его народ», «принесшим тысячам людей смерть, а всему региону — неизмеримые страдания», призвав ХАМАС выпустить заложников и сложить оружие.

### Комментарии
1. ↑  ХАМАС признан террористической организацией в ЕС, Австралии, Аргентине, Великобритании, Израиле, Канаде, Новой Зеландии, Парагвае, США и Японии. Его деятельность также запрещена в Иордании.